# Mine de Mufulira
La mine de Mufulira est une mine souterraine de cuivre située en Zambie, à Mufulira dans la province de Copperbelt. Elle appartient pour 73,1 % à Glencore via la structure Mopani Copper Mine.
Le 25 septembre 1970, une catastrophe s'y produit, causant la mort de 89 mineurs. Selon le quotidien Le Monde, les habitants souffrent de la misère et de maladies respiratoires.
En avril 2011, un collectif d’ONG dénonce les pratiques de Glencore. En mai 2011, un documentaire intitulé Zambie : à qui profite le cuivre ? est diffusé sur France 5 : il montre comment la production de cuivre tue petit à petit les habitants de Mufulira. Les auteures ont reçu le prix Albert-Londres 2012. 
En mai 2011, Glencore ouvre une partie de son capital aux bourses de Londres et Hong Kong.